# Luc-la-Primaube
Luc-la-Primaube è un comune francese di 5 852 abitanti situato nel dipartimento dell'Aveyron nella regione dell'Occitania.
Il comune si è chiamato Luc, fino al 12 settembre 2005.

## Società

### Evoluzione demografica
Abitanti censiti